# Haqqānīya-Palast

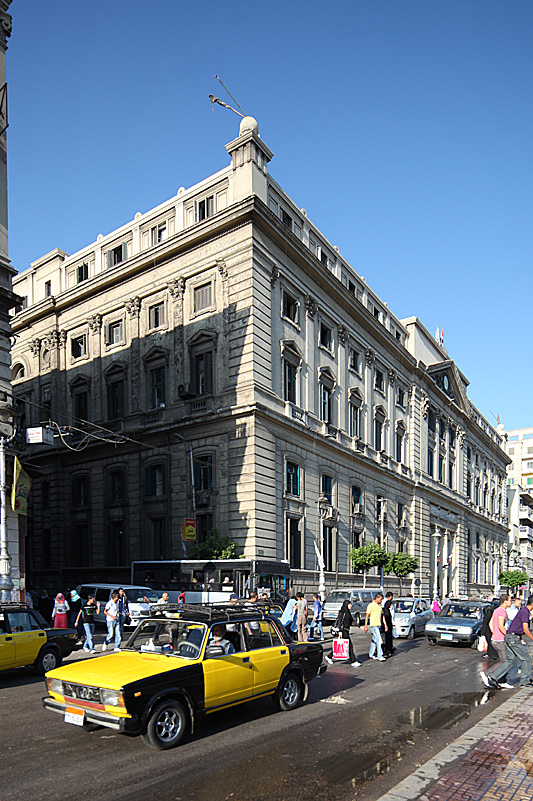
Justizpalast

Der Haqqānīya-Palast oder Justizpalast (arabisch سراي الحقانية, DMG Sarāy al-Ḥaqqānīya, englisch El-Hakaneia Palace) ist ein Ende des 19. Jahrhunderts errichtetes Gebäude auf dem Manschiya-Platz in Alexandria in Ägypten.

## Geschichte
Unter der Regentschaft des Khediven Ismail Pascha (1863–1879) kamen auf dessen Einladung mehrere Ausländer nach Alexandria, die zur Architektur der Stadt beitrugen. Der Palast wurde von 1884 bis 1887 nach einem Entwurf des italienischen Architekten Alfonso Maniscalco (* 1853 in Neapel) als Justizgebäude erbaut. Das imposante Gebäude („imposing seat of the Mixed Tribunals“) wurde in der Beaux-Arts-Tradition entworfen. Der Bau wird auch heute noch als Justizgebäude genutzt.